# Міжнародний кубок чемпіонів 2015
Міжнародний кубок чемпіонів 2015  - четвертий розіграш Міжнародного кубку чемпіонів. Турнір проводився з 11 липня по 5 серпня 2015 року у трьох частинах: у Австралії, Китаї та у США. В кожній країні був визначений окремий переможець.
Австралійській версії змагань взяли участь три команди, що зіграли три матчі на стадіоні Мельбурн Крикет Граунд в 8, 21 та 24 липня. Реал Мадрид став першим клубом, що заявив про свою участь у цьому розіграші. Пізніше до участь в австралійській частині турніру долучилися Манчестер Сіті та Рома. У Китайській частині турніру взяли участь Реал Мадрид, Мілан та Інтернаціонале. Вони розіграли приз у трьох матчах у  Шеньчжені, Гуанчжоу та Шанхаї.
Real Madrid переміг у Австралійській та Китайській частинах змагань.
У північноамериканській частині змагань взяли участь 10 команд, які провели свої матчі у Мексиці, Канаді, Італії та Англії. Кожна команда, яка брала участь у частині змагань, що проходила у США, зіграла чотири гри, за винятком трьох клубів, що базуються у Сполучених Штатах, які грали лише дві гри.   Переможець Міжнародного кубку чемпіонів 2014 - Манчестер Юнайтед був перших, хто зголосився взяти участь у частині турніру, що проходила у США.

## Склад учасників

### Австралія
| Країна  | Клуб           | Місто     | Конфедерація | Ліга    |
| ------- | -------------- | --------- | ------------ | ------- |
| Англія  | Манчестер Сіті | Манчестер | УЄФА         | АПЛ     |
| Італія  | Рома           | Рим       | УЄФА         | Серія A |
| Іспанія | Реал Мадрид    | Мадрид    | УЄФА         | Ла-Ліга |

### Китай
| Країна  | Клуб           | Місто  | Конфедерація | Ліга    |
| ------- | -------------- | ------ | ------------ | ------- |
| Італія  | Інтернаціонале | Мілан  | УЄФА         | Серія A |
| Італія  | Мілан          | Мілан  | УЄФА         | Серія A |
| Іспанія | Реал Мадрид    | Мадрид | УЄФА         | Ла-Ліга |

### Північна Америка та Європа
| Країна     | Клуб                 | Місто     | Конфедерація | Ліга                 |
| ---------- | -------------------- | --------- | ------------ | -------------------- |
| Англія     | Челсі                | Лондон    | УЄФА         | АПЛ                  |
| Англія     | Манчестер Юнайтед    | Манчестер | УЄФА         | АПЛ                  |
| Франція    | Парі Сен-Жермен      | Париж     | УЄФА         | Ліга 1               |
| Італія     | Фіорентіна           | Флоренція | УЄФА         | Серія A              |
| Мексика    | Америка              | Мехіко    | КОНКАКАФ     | Мексиканська Прімера |
| Португалія | Бенфіка              | Лісабон   | УЄФА         | Прімейра             |
| Іспанія    | Барселона            | Барселона | УЄФА         | Ла-Ліга              |
| США        | Лос-Анджелес Гелаксі | Карсон    | КОНКАКАФ     | МЛС                  |
| США        | Нью-Йорк Ред Буллз   | Гаррісон  | КОНКАКАФ     | МЛС                  |
| США        | Сан-Хосе Ерсквейкс   | Сан-Хосе  | КОНКАКАФ     | МЛС                  |

## Локації

### Австралія
| Мельбурн                                                               | Мельбурн |
| Мельбурн Крикет Граунд                                                 | Мельбурн |
| 37°49′12″ пд. ш. 144°59′0″ сх. д. / 37.82000° пд. ш. 144.98333° сх. д. | Мельбурн |
| Місткість: 100,024                                                     | Мельбурн |
|                                                                        | Мельбурн |

### Китай
| Гуанчжоу                                                                        | Шеньчжень                                                                         | Гуанчжоу Шанхай Шеньчжень | Шанхай                                                                           |
| Тяньхе                                                                          | Шеньчженьський стадіон                                                            | Гуанчжоу Шанхай Шеньчжень | Шанхайський стадіон                                                              |
| 23°8′26.33″ пн. ш. 113°19′9.58″ сх. д. / 23.1406472° пн. ш. 113.3193278° сх. д. | 22°41′49.70″ пн. ш. 114°12′43.90″ сх. д. / 22.6971389° пн. ш. 114.2121944° сх. д. | Гуанчжоу Шанхай Шеньчжень | 31°11′0.61″ пн. ш. 121°26′14.28″ сх. д. / 31.1835028° пн. ш. 121.4373000° сх. д. |
| Місткість: 58,500                                                               | Місткість: 60,334                                                                 | Гуанчжоу Шанхай Шеньчжень | Місткість: 56,842                                                                |
|                                                                                 |                                                                                   | Гуанчжоу Шанхай Шеньчжень |                                                                                  |

### Північна Америка та Європа
| Сіетл                                                                             | Чикаго                                                                                                  | Торонто                                                                                                 | Іст Хартфорд                                                          |
| --------------------------------------------------------------------------------- | --- | --- | --------------------------------------------------------------------- |
| Сенчурі Лінк Філд                                                                 | Солджер-філд                                                                                            | БМО Філд                                                                                                | Рентсчлер філд                                                        |
| 47°35′42.72″ пн. ш. 122°19′53.76″ зх. д. / 47.5952000° пн. ш. 122.3316000° зх. д. | 41°51′45″ пн. ш. 87°37′0″ зх. д. / 41.86250° пн. ш. 87.61667° зх. д.                                    | 43°37′58″ пн. ш. 79°25′7″ зх. д. / 43.63278° пн. ш. 79.41861° зх. д.                                    | 41°45′35″ пн. ш. 72°37′8″ зх. д. / 41.75972° пн. ш. 72.61889° зх. д.  |
| Місткість: 67,000                                                                 | Місткість: 61,500                                                                                       | Місткість: 30,000                                                                                       | Місткість: 40,642                                                     |
|                                                                                   | | |                                                                       |
| Санта-Клара                                                                       | Санта-Клара Сан-Хосе Мехіко Карсон Ландовер Сіетл Чикаго Торонто Гаррісон Пасадена Іст Хартфорд Шарлотт | Санта-Клара Сан-Хосе Мехіко Карсон Ландовер Сіетл Чикаго Торонто Гаррісон Пасадена Іст Хартфорд Шарлотт | Гаррісон                                                              |
| Левайс Стедіум                                                                    | Санта-Клара Сан-Хосе Мехіко Карсон Ландовер Сіетл Чикаго Торонто Гаррісон Пасадена Іст Хартфорд Шарлотт | Санта-Клара Сан-Хосе Мехіко Карсон Ландовер Сіетл Чикаго Торонто Гаррісон Пасадена Іст Хартфорд Шарлотт | Ред Булл Арена                                                        |
| 37°24′10.8″ пн. ш. 121°58′12″ зх. д. / 37.403000° пн. ш. 121.97000° зх. д.        | Санта-Клара Сан-Хосе Мехіко Карсон Ландовер Сіетл Чикаго Торонто Гаррісон Пасадена Іст Хартфорд Шарлотт | Санта-Клара Сан-Хосе Мехіко Карсон Ландовер Сіетл Чикаго Торонто Гаррісон Пасадена Іст Хартфорд Шарлотт | 40°44′12″ пн. ш. 74°9′1″ зх. д. / 40.73667° пн. ш. 74.15028° зх. д.   |
| Місткість: 68,500                                                                 | Санта-Клара Сан-Хосе Мехіко Карсон Ландовер Сіетл Чикаго Торонто Гаррісон Пасадена Іст Хартфорд Шарлотт | Санта-Клара Сан-Хосе Мехіко Карсон Ландовер Сіетл Чикаго Торонто Гаррісон Пасадена Іст Хартфорд Шарлотт | Місткість: 25,000                                                     |
|                                                                                   | Санта-Клара Сан-Хосе Мехіко Карсон Ландовер Сіетл Чикаго Торонто Гаррісон Пасадена Іст Хартфорд Шарлотт | Санта-Клара Сан-Хосе Мехіко Карсон Ландовер Сіетл Чикаго Торонто Гаррісон Пасадена Іст Хартфорд Шарлотт |                                                                       |
| Сан-Хосе                                                                          | Санта-Клара Сан-Хосе Мехіко Карсон Ландовер Сіетл Чикаго Торонто Гаррісон Пасадена Іст Хартфорд Шарлотт | Санта-Клара Сан-Хосе Мехіко Карсон Ландовер Сіетл Чикаго Торонто Гаррісон Пасадена Іст Хартфорд Шарлотт | Ландовер                                                              |
| Авайя Стедіум                                                                     | Санта-Клара Сан-Хосе Мехіко Карсон Ландовер Сіетл Чикаго Торонто Гаррісон Пасадена Іст Хартфорд Шарлотт | Санта-Клара Сан-Хосе Мехіко Карсон Ландовер Сіетл Чикаго Торонто Гаррісон Пасадена Іст Хартфорд Шарлотт | FedEx Філд                                                            |
| Місткість: 18,000                                                                 | Санта-Клара Сан-Хосе Мехіко Карсон Ландовер Сіетл Чикаго Торонто Гаррісон Пасадена Іст Хартфорд Шарлотт | Санта-Клара Сан-Хосе Мехіко Карсон Ландовер Сіетл Чикаго Торонто Гаррісон Пасадена Іст Хартфорд Шарлотт | Місткість: 79,000                                                     |
| 37°21′5″ пн. ш. 121°55′30″ зх. д. / 37.35139° пн. ш. 121.92500° зх. д.            | Санта-Клара Сан-Хосе Мехіко Карсон Ландовер Сіетл Чикаго Торонто Гаррісон Пасадена Іст Хартфорд Шарлотт | Санта-Клара Сан-Хосе Мехіко Карсон Ландовер Сіетл Чикаго Торонто Гаррісон Пасадена Іст Хартфорд Шарлотт | 38°54′28″ пн. ш. 76°51′52″ зх. д. / 38.90778° пн. ш. 76.86444° зх. д. |
|                                                                                   | Санта-Клара Сан-Хосе Мехіко Карсон Ландовер Сіетл Чикаго Торонто Гаррісон Пасадена Іст Хартфорд Шарлотт | Санта-Клара Сан-Хосе Мехіко Карсон Ландовер Сіетл Чикаго Торонто Гаррісон Пасадена Іст Хартфорд Шарлотт |                                                                       |
| Пасадена                                                                          | Карсон                                                                                                  | Мехіко                                                                                                  | Шарлотт                                                               |
| Роуз Боул                                                                         | СтабХаб Центр                                                                                           | Ацтека                                                                                                  | Бенк оф Америка Стедіум                                               |
| 34°9′41″ пн. ш. 118°10′3″ зх. д. / 34.16139° пн. ш. 118.16750° зх. д.             | 33°51′52″ пн. ш. 118°15′40″ зх. д. / 33.86444° пн. ш. 118.26111° зх. д.                                 | 19°18′10.48″ пн. ш. 99°9′1.59″ зх. д. / 19.3029111° пн. ш. 99.1504417° зх. д.                           | 35°13′33″ пн. ш. 80°51′10″ зх. д. / 35.22583° пн. ш. 80.85278° зх. д. |
| Місткість: 92,542                                                                 | Місткість: 27,000                                                                                       | Місткість: 95,500                                                                                       | Місткість: 74,455                                                     |
|                                                                                   | | |                                                                       |

| Лондон                                                              | Лондон Флоренція | Флоренція                                                                       |
| Стемфорд Бридж                                                      | Лондон Флоренція | Артеміо Франкі                                                                  |
| 51°28′54″ пн. ш. 0°11′28″ зх. д. / 51.48167° пн. ш. 0.19111° зх. д. | Лондон Флоренція | 43°46′50.96″ пн. ш. 11°16′56.13″ сх. д. / 43.7808222° пн. ш. 11.2822583° сх. д. |
| Місткість: 41,798                                                   | Лондон Флоренція | Місткість: 47,282                                                               |
|                                                                     | Лондон Флоренція |                                                                                 |

## Матчі

### Австралія
| 18 липня 19:00 AEDT (UTC+10) |

| Реал Мадрид | 0–0                                       | Рома |
| ----------- | ----------------------------------------- | ---- |
|             | Report[недоступне посилання з 01.07.2018] |      |

| Мельбурн Крикет Граунд, Мельбурн Глядачів: 80,746 Арбітр: Марк Клаттенбург (Англія) |

|                                                                                        |       | Пенальті |  |
| Даніло Луїс да Сілва · Тоні Кроос · Лукас Сілва · Іско · Benzema · Начо · Лукас Васкес | 6 — 7 | Міралем П'янич · Адем Ляїч · Маттія Дестро · Алессандро Флоренці · Хуан Ітурбе · Леандро Паредес · Сейду Кейта |  |

| 21 липня 20:00 AEDT (UTC+10) |

| Рома                            | 2–2                                       | Манчестер Сіті                        |
| ------------------------------- | ----------------------------------------- | ------------------------------------- |
| Міралем П'янич 8' Адем Ляїч 86' | Report[недоступне посилання з 01.07.2018] | Рагім Стерлінг 3' Келечі Іхеаначо 51' |
|                                 | Пенальті                                  |                                       |
|                                 | 4–5                                       |                                       |

| Мельбурн Крикет Граунд, Мельбурн Глядачів: 41,134 Арбітр: Джарред Джіллетт (Австралія) |

|                                                                                        |       | Пенальті                                                                               |  |
| Раджа Наїнгголан · Адем Ляїч · Маттія Дестро · Яго Фальке · Сейду Думбія · Сейду Кейта | 4 — 5 | Яя Туре · Александар Коларов · Хесус Навас · Маркуш Лопеш · Джо Гарт · Джеймс Хорсфілд |  |

| 24 липня 20:00 AEDT (UTC+10) |

| Манчестер Сіті       | 1–4                                       | Реал Мадрид                                                        |
| -------------------- | ----------------------------------------- | ------------------------------------------------------------------ |
| Яя Туре 45+4' (пен.) | Report[недоступне посилання з 01.07.2018] | Карім Бензема 21' Кріштіану Роналду 25' Пепе 44' Денис Черишев 73' |

| Мельбурн Крикет Граунд, Мельбурн Глядачів: 99,382 Арбітр: Хіроюкі Кімура (Японія) |

### Китай
| 25 липня 20:00 CST (UTC+8) |

| Мілан             | 1–0                                       | Інтер Мілан |
| ----------------- | ----------------------------------------- | ----------- |
| Філіпп Мексес 62' | Report[недоступне посилання з 01.07.2018] |             |

| Шеньчженьський стадіон, Шеньчжень Глядачів: 38,497 Арбітр: Тан Хай (Китай) |

| 27 липня 20:00 CST (UTC+8) |

| Інтер Мілан | 0–3                                       | Реал Мадрид                                            |
| ----------- | ----------------------------------------- | ------------------------------------------------------ |
|             | Report[недоступне посилання з 01.07.2018] | Хесе Родрігес 29' Рафаель Варан 56' Хамес Родрігес 88' |

| Тяньхе, Гуанчжоу Глядачів: 39,896 Арбітр: Фу Мін (Китай) |

| 30 липня 20:00 CST (UTC+8) |

| Реал Мадрид | 0–0                                       | Мілан |
| --- | ----------------------------------------- | --- |
| | Report[недоступне посилання з 01.07.2018] | |
| | Пенальті                                  | |
| Хамес Родрігес · Марсело · Каземіро · Серхіо Рамос · Тоні Кроос · Данієль Карвахаль · Начо · Денис Черишев · Іско · Хесе · Кіко Касілья | 10–9                                      | Найджел де Йонг · Алессандро Матрі · Карлос Бакка · Хонда Кейсуке · Луїс Адріану · Ріккардо Монтоліво · Крістіан Сапата · Хосе Маурі · Давіде Калабріа · Габріель Палетта · Джанлуїджі Доннарумма |

| Шанхайський стадіон, Шанхай Арбітр: Ван Ді (Китай) |

### Північна Америка та Європа
Враховані результати клубів зі США у сезоні 2015 МЛС
- Нью-Йорк Ред Буллз 2–0 Сан-Хосе Ерсквейкс
- Нью-Йорк Ред Буллз 1–1 Лос-Анджелес Гелаксі (зараховано, як поразка у серії післяматчових пенальті обом командам)
- Лос-Анджелес Гелаксі 5–2 Сан-Хосе Ерсквейкс

| 11 липня 20:30 PDT |

| Лос-Анджелес Гелаксі            | 2–1                                        | Америка            |
| ------------------------------- | ------------------------------------------ | ------------------ |
| Роббі Кін 45+1' Алан Гордон 79' | Report [недоступне посилання з 01.07.2018] | Дарвін Куінтеро 7' |

| СтабХаб Центр, Карсон, Каліфорнія Глядачів: 27,934 Арбітр: Армандо Вільяреал (США) |

| 14 липня 19:30 PDT |

| Сан-Хосе Ерсквейкс | 1–2                                       | Америка                                 |
| ------------------ | ----------------------------------------- | --------------------------------------- |
| Кларенс Гудсон 23' | Report[недоступне посилання з 01.07.2018] | Андрес Андраде 76' Франциско Рівера 83' |

| Авайя Стедіум, Сан-Хосе, Каліфорнія Арбітр: Алехандро Маріскаль (США) |

| 17 липня 20:00 PDT |

| Америка | 0–1                                       | Манчестер Юнайтед   |
| ------- | ----------------------------------------- | ------------------- |
|         | Report[недоступне посилання з 01.07.2018] | Морган Шнедерлен 5' |

| Сенчурі Лінк Філд, Сіетл, Вашингтон Глядачів: 46,857 Арбітр: Едвін Юрішевич (США) |

| 18 липня 20:30 EDT |

| Бенфіка               | 2–3                                       | Парі Сен-Жермен                                            |
| --------------------- | ----------------------------------------- | ---------------------------------------------------------- |
| Таліска 34' Жонас 42' | Report[недоступне посилання з 01.07.2018] | Жан-Кевін Огюстен 29' Лукас Моура 64' (пен.) Люка Дінь 79' |

| БМО Філд, Торонто, Онтаріо Глядачів: 17,853 Арбітр: Дрю Фішер (Канада) |

| 21 липня 20:30 EDT |

| Парі Сен-Жермен                                                    | 4–2                                       | Фіорентина                           |
| ------------------------------------------------------------------ | ----------------------------------------- | ------------------------------------ |
| Блез Матюїді 35' Жан-Кевін Огюстен 41', 75' Златан Ібрагімович 69' | Report[недоступне посилання з 01.07.2018] | Хоакін 60' Джузеппе Россі 79' (пен.) |

| Ред Булл Арена, Гаррісон, Нью-Джерсі Глядачів: 16,104 Арбітр: Хосе Карлос Ріверо (США) |

| 21 липня 20:00 PDT |

| Барселона                         | 2–1                                       | Лос-Анджелес Гелаксі |
| --------------------------------- | ----------------------------------------- | -------------------- |
| Луїс Суарес 45' Сержі Роберто 56' | Report[недоступне посилання з 01.07.2018] | Томмі Меєр 90+1'     |

| Роуз Боул, Пасадена, Каліфорнія Глядачів: 93,226 Арбітр: Ісмаїл Ельфат (США) |

| 21 липня 20:00 PDT |

| Манчестер Юнайтед                                  | 3–1                                       | Сан-Хосе Ерсквейкс |
| -------------------------------------------------- | ----------------------------------------- | ------------------ |
| Хуан Мата 32' Мемфіс Депай 37' Андреас Перейра 61' | Report[недоступне посилання з 01.07.2018] | Фатаі Алаше 42'    |

| Авайя Стедіум, Сан-Хосе, Каліфорнія Глядачів: 18,000 Арбітр: Хуан Гусман (США) |

| 22 липня 20:00 EDT |

| Нью-Йорк Ред Буллз                                          | 4–2                                       | Челсі                       |
| ----------------------------------------------------------- | ----------------------------------------- | --------------------------- |
| Франклін Кастелланос 51' Талер Адамс 70' Шон Девіс 73', 77' | Report[недоступне посилання з 01.07.2018] | Лоїк Ремі 26' Еден Азар 75' |

| Ред Булл Арена, Гаррісон, Нью-Джерсі Глядачів: 24,076 Арбітр: Роберто Сібіга (США) |

| 24 липня 20:00 EDT |

| Бенфіка                                                                                   | 0–0                                       | Фіорентина                                                                      |
| ----------------------------------------------------------------------------------------- | ----------------------------------------- | ------------------------------------------------------------------------------- |
|                                                                                           | Report[недоступне посилання з 01.07.2018] |                                                                                 |
|                                                                                           | Пенальті                                  |                                                                                 |
| Андре Алмейда · Піцці · Сільва Мануель Перейра · Нелсон Олівейра · Мехді Карсела-Гонсалес | 4–5                                       | Мануель Паскуаль · Мілан Бадель · Йосип Іличич · Анте Ребич · Маріо Суарес Мата |

| Рентсчлер філд, Іст Хартфорд, Коннектикут Глядачів: 15,791 Арбітр: Сорін Стойка (США) |

| 25 липня 13:00 PDT |

| Барселона   | 1–3                                       | Манчестер Юнайтед                                  |
| ----------- | ----------------------------------------- | -------------------------------------------------- |
| Рафінья 90' | Report[недоступне посилання з 01.07.2018] | Вейн Руні 8' Джессі Лінгард 65' Аднан Янузай 90+1' |

| Левайс Стедіум, Санта-Клара, Каліфорнія Глядачів: 68,416 Арбітр: Балдомеро Толедо (США) |

| 25 липня 18:10 EDT |

| Парі Сен-Жермен                                                                                             | 1–1                                       | Челсі                                                                                            |
| --- | ----------------------------------------- | ------------------------------------------------------------------------------------------------ |
| Златан Ібрагімович 25'                                                                                      | Report[недоступне посилання з 01.07.2018] | Віктор Мозес 64'                                                                                 |
| | Пенальті                                  |                                                                                                  |
| Тьяго Мотта · Адріан Рабйо · Ервен Онженда · Жан-Крістоф Баебек · Едінсон Кавані · Маркіньйос · Тіагу Сілва | 5–6                                       | Радамель Фалькао · Сесар Аспілікуета · Хуан Куадрадо · Лоїк Ремі · Оскар · Вілліан · Тібо Куртуа |

| Бенк оф Америка Стедіум, Шарлотт, Північна Кароліна Глядачів: 61,224 Арбітр: Тед Ункель (США) |

| 26 липня 19:30 EDT |

| Нью-Йорк Ред Буллз                      | 2–1                                       | Бенфіка  |
| --------------------------------------- | ----------------------------------------- | -------- |
| Бредлі Райт-Філліпс 34' Майк Грелла 56' | Report[недоступне посилання з 01.07.2018] | Піцці 7' |

| Ред Булл Арена, Гаррісон, Нью-Джерсі Глядачів: 18,096 Арбітр: Алекс Чіловіч (США) |

| 28 липня 20:00 EDT |

| Челсі                                                 | 2–2                                       | Барселона                                                      |
| ----------------------------------------------------- | ----------------------------------------- | -------------------------------------------------------------- |
| Еден Азар 10' Гарі Кегілл 86'                         | Report[недоступне посилання з 01.07.2018] | Луїс Суарес 52' Сандро Рамірес 66'                             |
|                                                       | Пенальті                                  |                                                                |
| Радамель Фалькао · Віктор Мозес · Рамірес · Лоїк Ремі | 4–2                                       | Андрес Іньєста · Ален Халілович · Жерард Піке · Сандро Рамірес |

| FedEx Філд, Ландовер, Меріленд Глядачів: 78,914 Арбітр: Аллен Чепмен (United States) |

| 28 липня 21:00 CDT |

| Америка | 0–0                                       | Бенфіка |
| ------- | ----------------------------------------- | ------- |
|         | Report[недоступне посилання з 01.07.2018] |         |

| Ацтека, Мехіко Глядачів: 10,373 Арбітр: Хорхе Ісаак Рохас Кастільо (Мексика) |

|                                                                                 |       | Пенальті                                                                             |  |
| Освальдо Мартінес · Мартин Едуардо Суньіга · Марін · Брян Колула · Карлос Росел | 3 — 4 | Бріан Крістанте · Ніколас Гайтан · Андреас Самаріс · Нуно Сантош · Джонотан Родрігес |  |

| 29 липня 20:00 CDT |

| Манчестер Юнайтед | 0–2                                       | Парі Сен-Жермен                         |
| ----------------- | ----------------------------------------- | --------------------------------------- |
|                   | Report[недоступне посилання з 01.07.2018] | Блез Матюїді 25' Златан Ібрагімович 34' |

| Солджер-філд, Чикаго, Іллінойс Глядачів: 61,351 Арбітр: Алан Келлі (Ірландія) |

| 2 серпня 21:00 CEST |

| Фіорентина                   | 2–1                                       | Барселона       |
| ---------------------------- | ----------------------------------------- | --------------- |
| Федеріко Бернардескі 4', 12' | Report[недоступне посилання з 01.07.2018] | Луїс Суарес 17' |

| Артеміо Франкі, Флоренція Арбітр: Массіміліано Ірраті (Італія) |

| 5 серпня 20:00 BST |

| Челсі | 0–1                                       | Фіорентина           |
| ----- | ----------------------------------------- | -------------------- |
|       | Report[недоступне посилання з 01.07.2018] | Гонсало Родрігес 57' |

| Стемфорд Бридж, Лондон Глядачів: 41,435 Арбітр: Девід Коут (Англія) |

## Підсумкові таблиці

### Австралія
| Поз | Команда        | М | В | ВП | ПП | П | ГЗ | ГП | Різ | О | Підсумок                                                 |
| --- | -------------- | - | - | -- | -- | - | -- | -- | --- | - | -------------------------------------------------------- |
| 1   | Реал Мадрид    | 2 | 1 | 0  | 1  | 0 | 4  | 1  | +3  | 4 | Переможець Міжнародного кубку чемпіонів 2015 у Австралії |
|     |                |   |   |    |    |   |    |    |     |   |                                                          |
| 2   | Рома           | 2 | 0 | 1  | 1  | 0 | 2  | 2  | 0   | 3 |                                                          |
| 3   | Манчестер Сіті | 2 | 0 | 1  | 0  | 1 | 3  | 6  | −3  | 2 |                                                          |

### Китай
| Поз | Команда     | М | В | ВП | ПП | П | ГЗ | ГП | Різ | О | Підсумок                                             |
| --- | ----------- | - | - | -- | -- | - | -- | -- | --- | - | ---------------------------------------------------- |
| 1   | Реал Мадрид | 2 | 1 | 1  | 0  | 0 | 3  | 0  | +3  | 5 | Переможець Міжнародного кубку чемпіонів 2015 у Кітаї |
|     |             |   |   |    |    |   |    |    |     |   |                                                      |
| 2   | Мілан       | 2 | 1 | 0  | 1  | 0 | 1  | 0  | +1  | 4 |                                                      |
| 3   | Інтер Мілан | 2 | 0 | 0  | 0  | 2 | 0  | 4  | −4  | 0 |                                                      |

### Північна Америка та Європа
| Поз | Команда              | М | В | ВП | ПП | П | ГЗ | ГП | Різ | О  | Підсумок                                                                   |
| --- | -------------------- | - | - | -- | -- | - | -- | -- | --- | -- | -------------------------------------------------------------------------- |
| 1   | Парі Сен-Жермен      | 4 | 3 | 0  | 1  | 0 | 10 | 5  | +5  | 10 | Переможець Міжнародного кубку чемпіонів 2015 У Північній Америці та Європі |
|     |                      |   |   |    |    |   |    |    |     |    |                                                                            |
| 2   | Нью-Йорк Ред Буллз   | 4 | 3 | 0  | 1  | 0 | 9  | 4  | +5  | 10 |                                                                            |
| 3   | Манчестер Юнайтед    | 4 | 3 | 0  | 0  | 1 | 7  | 4  | +3  | 9  |                                                                            |
| 4   | Фіорентина           | 4 | 2 | 1  | 0  | 1 | 5  | 5  | 0   | 8  |                                                                            |
| 5   | Лос-Анджелес Гелаксі | 4 | 2 | 0  | 1  | 1 | 9  | 6  | +3  | 7  |                                                                            |
| 6   | Америка              | 4 | 1 | 0  | 1  | 2 | 3  | 4  | −1  | 4  |                                                                            |
| 7   | Барселона            | 4 | 1 | 0  | 1  | 2 | 6  | 8  | −2  | 4  |                                                                            |
| 8   | Челсі                | 4 | 0 | 2  | 0  | 2 | 5  | 8  | −3  | 4  |                                                                            |
| 9   | Бенфіка              | 4 | 0 | 1  | 1  | 2 | 3  | 5  | −2  | 3  |                                                                            |
| 10  | Сан-Хосе Ерсквейкс   | 4 | 0 | 0  | 0  | 4 | 4  | 12 | −8  | 0  |                                                                            |

## Кращі бомбардири
| Місце | Бомбардир            | Команда            | Забито м'ячів |
| ----- | -------------------- | ------------------ | ------------- |
| 1     | Златан Ібрагімович   | Парі Сен-Жермен    | 3             |
| 1     | Жан-Кевін Огюстен    | Парі Сен-Жермен    | 3             |
| 1     | Луїс Суарес          | Барселона          | 3             |
| 4     | Еден Азар            | Челсі              | 2             |
| 4     | Блез Матюїді         | Парі Сен-Жермен    | 2             |
| 4     | Шон Девіс            | Нью-Йорк Ред Буллз | 2             |
| 4     | Федеріко Бернардескі | Фіорентіна         | 2             |

## Зовнішні посилання
- Офіційний сайт